# Sigtrygg Ivarsson
Sigtrygg Ivarsson (Sictric I) (850-902), va ser un cabdill viking nòrdic-gaèlic, monarca del regne de Dublín entre el 888 i el 893. Va accedir al tron després d'assassinar el seu germà i anterior rei Sichfrith Ivarsson, com es recull als Annals d'Ulster
| « | «Sichfrith m. Imair, rex Nordmannorum, a fratre suo per dolum occisus est». | » |

L'historiador James Todd (1867) identifica a Sictric I com "Senyor dels estrangers de Limerick" que apareix als Annals dels quatre mestres, encara que és possible que el Senyor de Limerick fos el seu fill Aralt (Harald). Clare Downham (2007) així i tot identifica Harald com a fill de Sihtric Cáech (Sitric II) de la influent dinastia Uí Ímair. Durant aquest període el regne de Dublín va ser un poderós enclavament que envestia amb èxit a la major part de monestirs amb les seves expedicions bèl·liques de saqueig i devastació. En un període de dos anys (890-891) van atacar Ardbraccan, Donaghpatrick, Dulane, Glendalough, Kildare i Clonard.
Després d'un recés d'un any quan un noble Jarl nomenat Jarl Sichfrith (com el seu finat germà) va governar Dublín entre 893-894, Sigtrygg va regressar i es va apoderar del tron durant dos anys més fins al 896.